# Жизнь мальчишки (роман)
«Жизнь мальчишки» — бестселлер американского писателя Роберта Рика Маккаммона, увидевший свет в 1991 году. В том же году роману была присуждена Премия Брэма Стокера, а в 1992 году — Всемирная премия фэнтези в номинации «лучший роман».
Действие разворачивается в Америке начала 1960-х годов, на фоне многочисленных перемен в жизни социума; особо Маккаммон касается проблем сегрегации чернокожего населения, противодействия Ку-клукс-клана и Движения за гражданские права.

## Краткое содержание
Повествование ведётся от лица 12-летнего мальчика Кори Мэкинсона, живущего в вымышленном городе Зефир, в штате Алабама. Завязкой книги является сцена поездки Кори с его отцом Томом, во время которой они становятся нечаянными свидетелями автомобильной аварии: у них на глазах машина пересекает автотрассу и срывается в «бездонное» озеро Саксон. Отец мальчика, прыгнувший в воду вслед за автомобилем, чтобы попытаться спасти пассажиров, обнаруживает, что авария была подстроена специально, с целью уничтожения улик жестокого убийства.

## Персонажи
Кори Мэкинсон — 12-летний мальчик, одарённый живым воображением и явным писательским талантом. Разуверившись в возможности полиции разгадать загадку трупа, покоящегося на дне озера, принимается за собственное расследование случившегося.
Том Мэкинсон — отец Кори, тихий и мягкий человек. Терзаем кошмарами после случая на озере Саксон. Вследствие экономических пертурбаций в стране теряет работу молочника и устраивается в супермаркет «Кладовая Большого Пола».
Дэви Рэй Коллан — друг Кори, из-за своего вспыльчивого характера часто попадающий в сложные ситуации.
Бэн Сирс — друг Кори. Медлительный и мягкий, но в то же время в критической ситуации способный постоять за себя и друзей.
Джонни Уилсон — друг Кори, имеет индейские корни, коллекционирует археологические находки (наконечники стрел). После одной из стычек с братьями Брейлинами, осознаёт, что добиться мира можно, чаще всего, лишь используя кулаки, и втайне от друзей и родителей заказывает книгу Шу́гар Рэй Ро́бинсона, которую усиленно изучает.
Леди — лидер городской общины чернокожих. Женщина, которую боятся и уважают. Обладает способностью общаться с душами умерших. В качестве благодарности за спасение маленького мальчика во время наводнения дарит Кори Мэкинсону велосипед «Ракету». Помогает Тому Мэкинсону справиться с его страхами.
Доктор Лизандер — местный ветеринар, коренной голландец, переживший Вторую мировую войну. Проживает вместе с женой Вероникой
«Бунтарь» — собака Кори.
Вернон Такстер — экстравагантный сын самого богатого человека в городе. После ссоры с отцом отказывается носить одежду. Являясь ментально не вполне здоровым, он всё же сильно помогает Кори в его расследовании, выдвигая несколько предположений. 
Немо Кёрлисс — невзрачный, скромный паренёк,  вынужденный путешествовать по стране со своей семьёй, отец в которой коммивояжер (продает рубашки). Обладает потрясающей точностью и силой броска в бейсболе, чем вмиг обратил на себя внимание Кори и его друзей.  Однако по-настоящему сблизиться и  стать друзьями им так и не удалось, так как  семья Немо была вновь вынуждена переехать.
Дик Моултри — трусливый, злой и эгоцентричный человек. Является членом Ку-клукс-клана.
Джеральд Харджисон — почтальон. После разговора с отцом Кори, в котором ему не удалось затянуть того в Ку-клукс-клан, резко изменил свое отношение к нему: с доброжелательного на негативное. Друг Дика Моултри, и член Ку-клукс-клана.
Мэр Своуп — глава города Зефира. Один из подозреваемых Кори в причастности к убийству «человека из озера».
Джуниор Талмедж  «Джей-Ти» Эмори —  шериф Зефира. Как однажды заметил Вернон Такстер: " Шериф Эмори — хороший человек, но не слишком хороший шериф". Вынужден уехать из города со своей семьёй, после того как станет известно о том что, он что он брал взятки от семьи Блэйлоков. 
Братья Брейлины — близнецы, Гоча и Гордо, хулиганы на чёрных велосипедах, задирающие всех, кто слабее их.
Мистер Перри «доллар» —  парикмахер с Мерчантс-стрит. Можно говорить какая стрижка вам нужна, а можно и не делать этого,  все рано у него выходило :" немного снимем сверху и подровняем по бокам". В курсе всех новостей в городке. 
Чили Уиллоу — высокая, красивая молодая девушка, которую Кори повстречал в лесу, и влюбился. Впоследствии выяснилось что она в браке, живет с мамой, мужем и ребенком. 
Джек Марчетт — шеф пожарной команды, а впоследствии шериф города.
Семья Блэйлоков — Донни, Уэйд, Бодин и отец по прозвищу «большое дуло». Игорные притоны, вымогательство, самогоноварение, проституция вот основные сферы их интересов и деятельности.  